# Барели
Баре́ли, иногда Баре́йли (хинди बरेली, урду بریلی‎, англ. Bareilly о файле/bəˈrɛli/) — город в северной части индийского штата Уттар-Прадеш. Административный центр одноимённого округа.

## География
Абсолютная высота — 165 метров над уровнем моря. Расположен на реке Рамганга, в 252 км к северу от Лакхнау и в 250 км к востоку от Нью-Дели, на границе со штатом Уттаракханд. Отроги Гималаев начинаются уже в 40 км к северу от города.

## Население
По переписи 2011 года, население города составляло 979 933 человека. Уровень грамотности населения: 84 % (на 2011 год), на 2001 год этот показатель составлял 81 %. Индуисты составляют 52 % населения, мусульмане — 34 %, сикхи — 10 %, другие религии — 4 %. Основные языки включают хинди, английский, урду и пенджаби.

Динамика численности населения города по годам:
| 1991    | 2011    | 2013    |
| ------- | ------- | ------- |
| 587 211 | 720 315 | 864 270 |

Источник:

## Транспорт
Через Барели проходят национальные шоссе № 24 (Дели — Барели — Лакнау) и № 74 (Дехрадун — Барели). Имеется железнодорожная связь с крупными городами севера страны, город обслуживают 6 ж/д станций. Ближайшие аэропорты находятся в Дели и Лакнау (расстояние до обоих около 250 км).

## Галерея

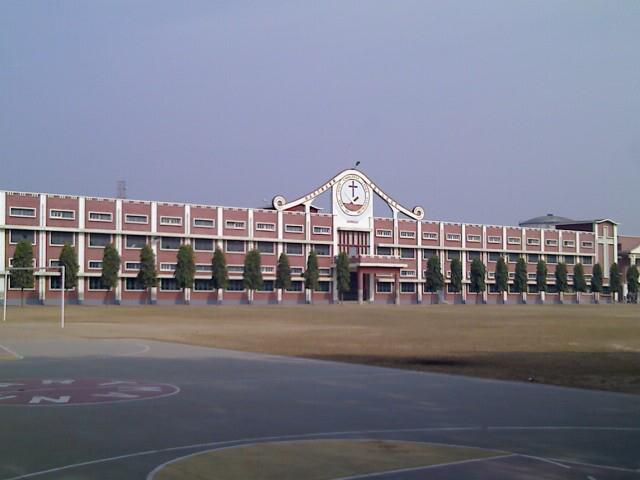
Колледж Хартманн